# Orionina boldi
Orionina boldi är en kräftdjursart som beskrevs av Eunice Thompson Cronin och Schmidt 1988. Orionina boldi ingår i släktet Orionina och familjen Hemicytheridae. Inga underarter finns listade i Catalogue of Life.